# Oakland San Francisco Bay Airport
Oakland San Francisco Bay Airport (IATA: OAK, ICAO:  KOAK) ligger på øen Bay Farm Island i byen Oakland ved San Francisco i staten Californien i USA. Lufthavnen er næststørste lufthavn i San Francisco Bay Area efter San Francisco International Airport.
Lufthavnen er opdelt i to adskilte enheder, syd og nord. Den sydlige del har en landingsbane og anvendes til kommerciel luftrafikk. Den nordlige del har tre kortere landingsbaner og bruges til almen flyvning.